# 小辻梅子
小辻 梅子（こつじ うめこ、1938年9月21日 - 2014年）は、日本の英文学者。熊本県立大学名誉教授。専門はイギリス文学。

## 人物
長崎県生まれ。1961年、九州大学文学部英文学科。長崎造船大学助教授、長崎総合科学大学助教授、教授を経て、熊本県立大学教授。2002年、名誉教授。2014年逝去。
小辻梅子の遺志により、九州大学文学部で2015（平成27）年度より小辻梅子成績優秀者奨学金が創設された。成績優秀な文学部3年生、4年生各4名に年24万円が給付され、卒業後返還の義務はない。基金がなくなるまで10年間続けられる予定。熊本県立大学でも、文学部英語英米文学科又は文学研究科英語英米文学専攻の在籍者で一定期間以上の海外留学・研修を行う者に1回5万円から10万円を支給する小辻梅子奨学金が設けられている。

## 著書・訳書

### 単著
- 『イギリス文学の伝統と現代 スウィフト、ジョイス、マードック、スパークを中心に』（荒竹出版） 1978
- 『ケルト的ケルト考』（社会思想社） 1998

### 共編
- 『二つのケルト その個別性と普遍性』（山内淳共編、世界思想社） 2011

### 翻訳
- 『ポートベロー通り スパーク幻想短編集』（ミューリエル・スパーク、社会思想社、現代教養文庫） 1990
- 『ケルト幻想民話集』（訳編、社会思想社、現代教養文庫） 1993
- 『ケルト妖精民話集』（J・ジェイコブズ編、訳編、社会思想社、現代教養文庫） 1994
- 『ケルト魔法民話集』（訳編、社会思想社、現代教養文庫） 1995